# Monastère Stella Maris
Le monastère Stella Maris ou monastère de Notre-Dame du Mont Carmel pour moines à Haïfa est un couvent de Carmes reconstruit au XIXe siècle, et installé sur les pentes du Mont Carmel en Israël. Ce couvent de moines carmes - à ne pas confondre avec le couvent de Carmélites situé à 1,5 km - est l'héritier de l'installation historique des premiers ermites du Mont Carmel, fondateurs de l'ordre au XIIe siècle. Ces premiers ermites installés à l'occasion des Croisades quittent le site au XIIIe siècle à la suite de la reconquête musulmane et le premier monastère est abandonné. Au XVIIe siècle des pères Carmes viennent reconstruire un monastère à quelques kilomètres de leur installation antérieure, sur le bord du plateau surplombant la ville d'Haïfa. Après un siècle de présence, ils sont à nouveau chassés du monastère par les autorités ottomanes. De retour 30 ans plus tard, ils reconstruisent un nouveau monastère détruit une nouvelle fois en 1821.
Appuyés par le roi de France, les carmes reviennent et reconstruisent le monastère et l'église à partir de 1827. L'église est dédicacée en 1836, le monastère entre en fonctionnement en 1846. Les moines ajoutent le phare Stella Maris à leurs constructions. C'est ce phare qui donne aujourd'hui le nom à l'ensemble des constructions.
L'église du monastère est construite au-dessus d'une grotte appelée grotte d’Élie. D'autres grottes sont situées à proximité, dont la plus sacrée et vénérée par les juifs, les chrétiens et les musulmans : la grotte Saint-Élie ou L'école des prophètes, située en contrebas du monastère, à l'extérieur de son enceinte, et transformée actuellement en synagogue.
Ce monastère est le point spirituel central pour tout l'ordre du Carmel. L'église et les grottes sont visitées par des pèlerins des différentes religions qui viennent visiter et prier sur les lieux où a vécu le prophète Élie.

## Histoire

### Fondations antérieures
Avant la présence des Carmes, au VIe siècle des moines byzantins édifient un monastère dédié à saint Élie dans une vallée à quelques kilomètres au sud du monastère actuel. Celui-ci est détruit en 614 par les Perses de Khosro II. Vers 1150, un moine grec originaire de Calabre établit une communauté composée d'une dizaine de membres parmi les ruines de l'ancien monastère byzantin qu'il reconstruit et renomme Saint-Élie.

### Fondation initiale
La tradition indique qu'en 1185, pendant la Troisième croisade, un groupe d'ermites mené par saint Berthold a commencé à habiter les grottes du mont Carmel à la suite du prophète Élie. Au début du XIIIe siècle, leur supérieur (qui est supposé être saint Brocard, bien que les preuves écrites manquent, la seule trace écrite étant «frère B.») a demandé au Patriarche latin de Jérusalem, Albert Avogadro (1150-1214), de fournir au groupe d'ermites une règle de la vie écrite.
Ce fut l'acte originaire de l'ordre, qui a pris le nom de « Ordre des Frères de Notre-Dame du Mont Carmel » ou Carmes. Une chapelle est consacrée à la Vierge Marie sous le titre de Marie, étoile de la mer (en latin: Stella Maris). Mais après quelques décennies, ces ermites commencent à quitter la Terre sainte en raison de l'insécurité liée aux reconquêtes musulmanes qui marqueront la fin des Croisades. Ils rentrent alors en Europe où ils diffusent ce nouvel ordre monastique.
À la fin de la première croisade menée par Saint Louis en Terre Sainte en 1254 (la Septième croisade), il ramène six carmes en France qui rejoignent ceux qui, depuis 1238 avaient commencé à chercher et fonder des maisons dans toute l'Europe. La chute de Saint-Jean-d'Acre en 1291, contraint les derniers ermites à se retirer du mont Carmel. Ceux qui avaient choisi de rester sur place sont massacrés par les Mamelouks. Cet épisode marque la fin de cette (première) implantation érémitique des Carmes.

### Restauration auXVIIesiècle

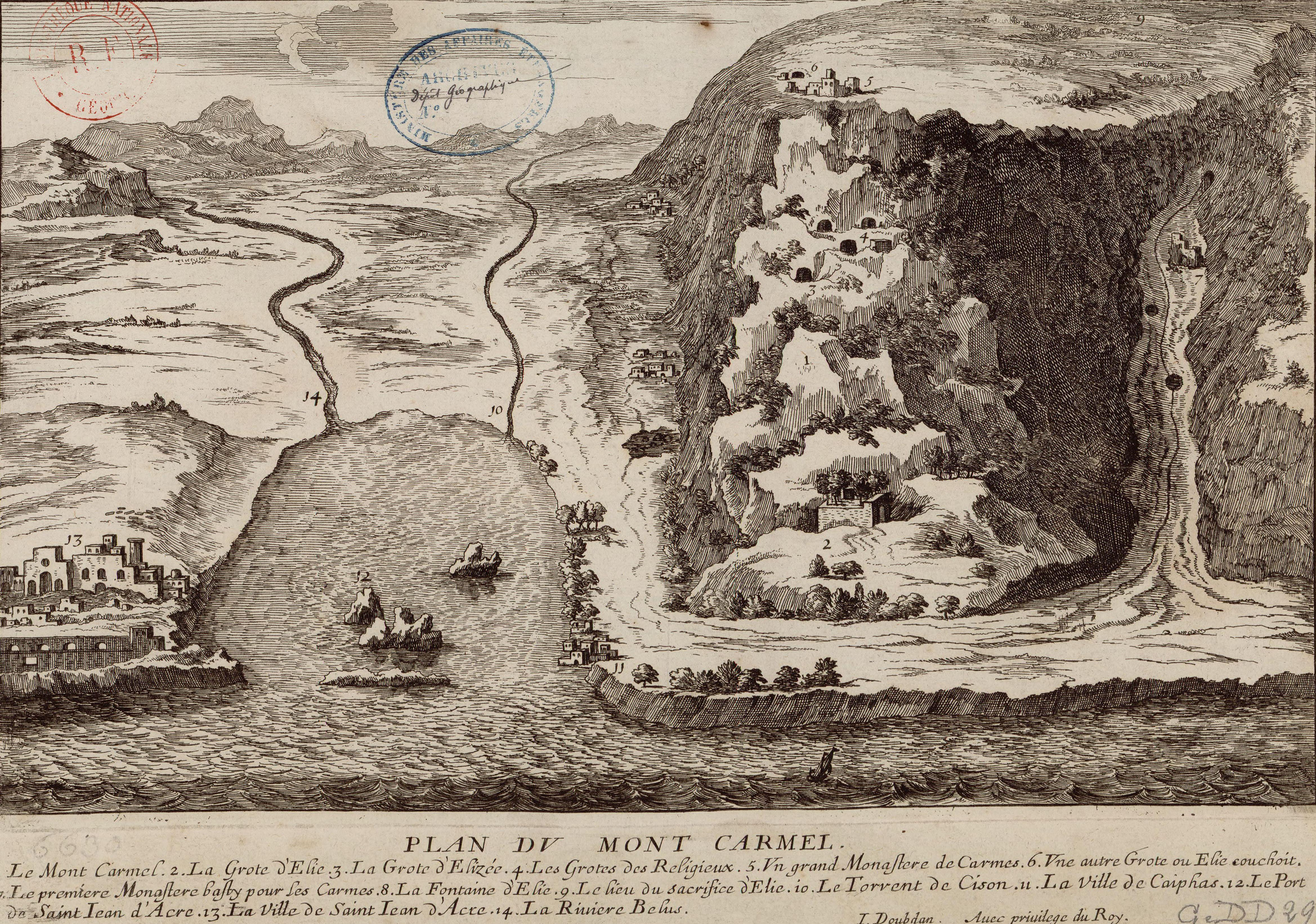
Plan du mont Carmel par Jean Doubdan, Le voyage de la Terre Sainte, Paris, 1667.

En 1631, la branche des Carmes Déchaux retourne en Terre Sainte, dirigée par le vénérable Père Prosper (père Prosper du Saint Esprit). Grâce à l'appui des diplomates français auprès des autorités ottomanes, ils achètent différentes maisons et ruines sur les pentes du Carmel, ainsi que différentes grottes. Fin 1632, ils installent un petit monastère construit sur le promontoire du mont Carmel, où ils vivent jusqu'en 1761. Néanmoins, à leur arrivée, la grotte Saint-Élie était déjà utilisée par des ascètes Mamelouks qui venaient y vénérer Élie (el-Khader, qui signifie « le vert », « le verdoyant »). À la suite d'incidents, les carmes se déplacent dans une autre grotte proche appelée "Grotte des disciples d’Élie".
En 1635, des conflits armés locaux obligent les carmes à fuir, ils reviennent en 1637 avec de nouvelles lettres de créance (devant leur assurer le soutien et la protection des autorités locales).
En 1761 le souverain et gouverneur Dhaher al-Omar ordonne aux moines de quitter les lieux et fait détruire leur monastère.

### Éphémère retour finXVIIIesiècle

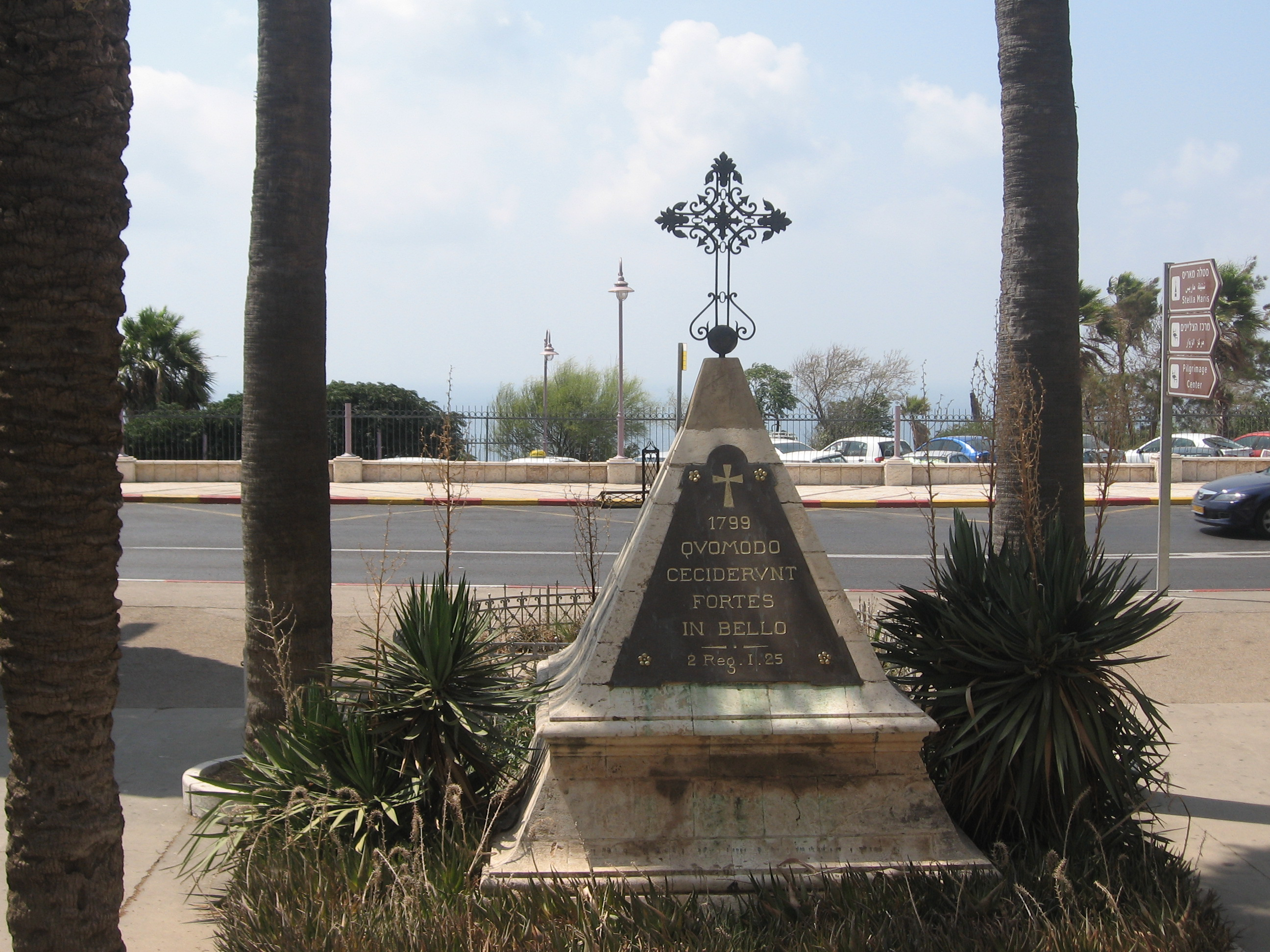
Le monument à la mémoire des soldats de campagne d'Égypte.

Jean-Baptiste de Saint Alexis (Bertoldo Antonio Gioberti), carme déchaux obtient l'autorisation de reconstruire le monastère en 1767. Il lève les plans des ruines, puis dresse les plans du nouveau couvent situé en bordure du plateau, et sur le site de l'ancien couvent byzantin (couvent Sainte-Marguerite détruit en 614 par les Perses). Pour ce nouveau couvent, éloigné de la grotte Saint-Élie, le chœur de la chapelle surplombe une cavité réputée pour avoir été fréquentée par Élie (mais différente de la grotte el-Khader alors utilisée par les musulmans). La première pierre est posée en 1767 et les travaux se terminent en 1774.
En 1799, Napoléon, lors de la campagne d'Égypte, met le siège devant Saint-Jean d'Acre. Il transforme le bâtiment du monastère en un hôpital de campagne où il abandonne, lors de son retrait 2 000 hommes blessés et malades. Ces hommes seront massacrés par les troupes ennemies. Les religieux carmes sont expulsés et les corps des soldats laissés en place. En 1804, lorsque le Père Jules du Saint-Sauveur revient prendre possession des bâtiments, il trouve le sol jonché d'ossements. Il rassemble tous les ossements dans des grottes dont il mure l'entrée. Mais les murs s'effondrent, et les bêtes sauvages dispersent les ossements. Dans les années 1830, le frère Mathieu, lors des travaux de reconstruction du monastère, récolte les ossements pour les ensevelir sous la pyramide à l'entrée de l'édifice.
En 1821, la structure survivante est détruite par le pacha de Damas qui souhaite éviter que ses ennemis utilisent le site pour s'y fortifier. Il fait récupérer les pierres de l'édifice pour la construction de son palais.

### Restauration auXIXesiècle
En 1825, à la suite d'une intervention du roi Charles X, les carmes obtiennent du sultan l'autorisation de reconstruire le monastère.
Le monastère est reconstruit de 1827 à 1836 grâce à des dons et des aumônes recueillis en grande partie en France, mais aussi dans toute l'Europe, par le Carme Déchaux Jean-Baptiste du très Saint Sacrement (Charles Casini). Joseph-François Michaud, dans ses chroniques d'Orient indique qu'il ne restait, à l'époque sur le Carmel, que 4 pères Carmes. Deux sont restés sur site pour diriger les travaux de reconstruction pendant que les deux autres ont parcouru l'Europe pour collecter les fonds. Il ajoute que 3 années seulement ont suffi à reconstruire les bâtiments. La réinstallation du Carmel et le maintien des Carmes ont été soutenus par les rois de France Charles X et Louis-Philippe Ier. Les transferts de fonds entre l'Europe et la Palestine ont été facilités par les interventions du Consul français à Acre.
L'église et le monastère actuel sont construits sous les ordres du frère Carme Cassini. La Dédicace officielle de l'église a lieu le 12 juin 1836 alors que ses travaux ne sont pas encore terminés. Trois ans plus tard le pape Grégoire XVI décerne le titre de Basilique mineure au sanctuaire qui est maintenant connu sous le nom de "Stella Maris" (ce qui signifie Étoile de la Mer).
Les moines carmes commencent leur vie communautaire dans leur monastère en 1846. En juin 1851, le Père Joseph-Marie du Sacré-Cœur, Supérieur général de l'Ordre du Carmel, se rend en visite officielle au monastère du mont Carmel, qui ainsi reçoit sa déclaration officielle d'existence en tant que "monastère carmélitain".

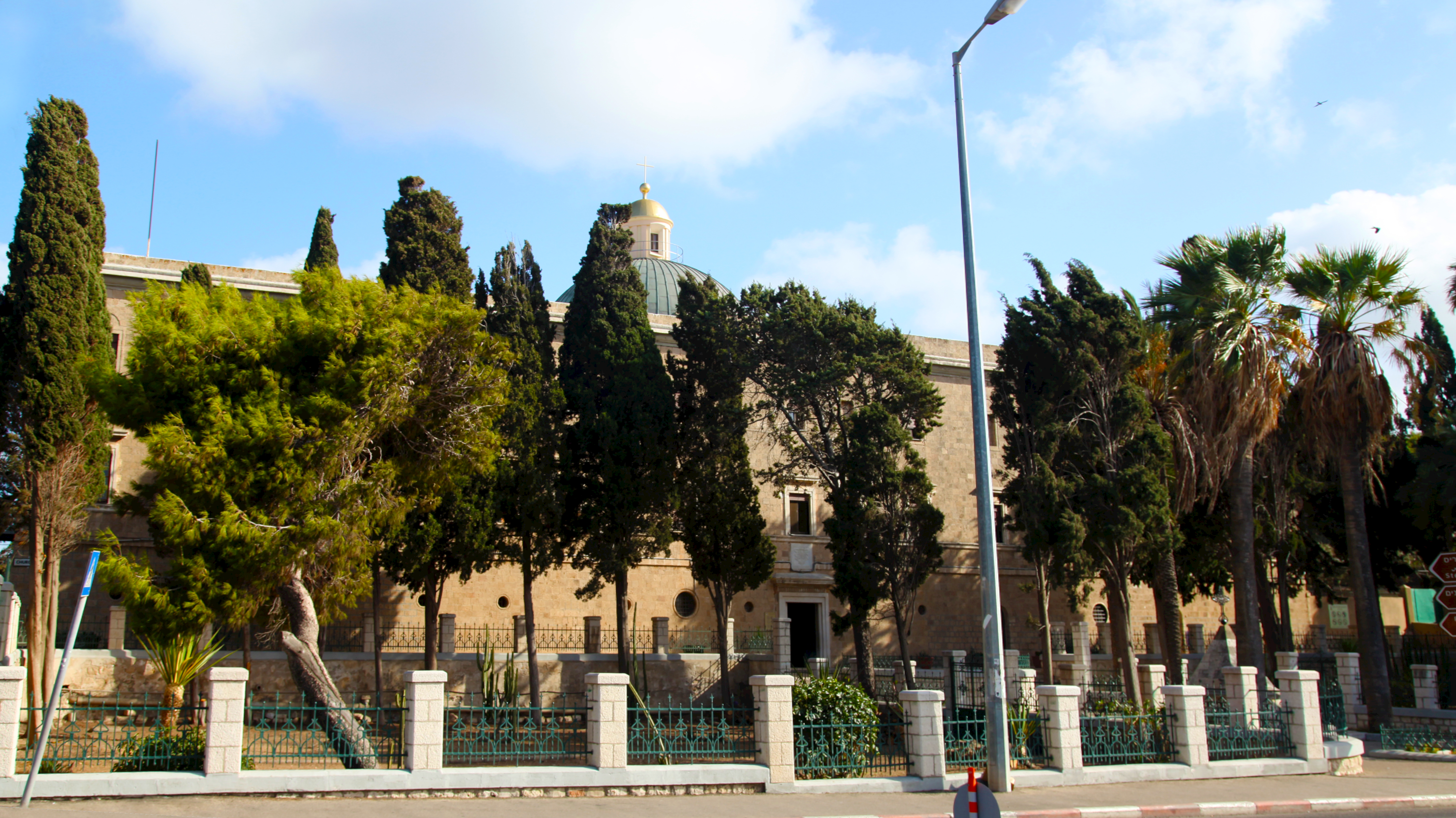
L'entrée actuelle du monastère.

En 1841, les carmes négocient avec les autorités ottomanes le rachat du palais Abdallah construit à quelques mètres de leur couvent. Après 5 ans de négociations et avec le soutien des diplomates français, la vente est enfin signée. Le palais sert alors d’hospice pour les pèlerins. En 1867, les carmes ajoutent aux constructions un phare nommé "Stella Maris".
Durant une grande partie du XXe siècle, le monastère fut occupé par l'armée, d'abord les Britanniques, et plus tard l'israélienne. Aujourd'hui, il a été restitué à l'Ordre du Carmel, seul le phare reste occupé par l'armée.

## Le Centre Carmélitain
C'est à partir de 1955 que l'ensemble des bâtiments du couvent a pris l’appellation de "Stella Maris", nom qui juste alors était dévolu au seul phare.

### L'église

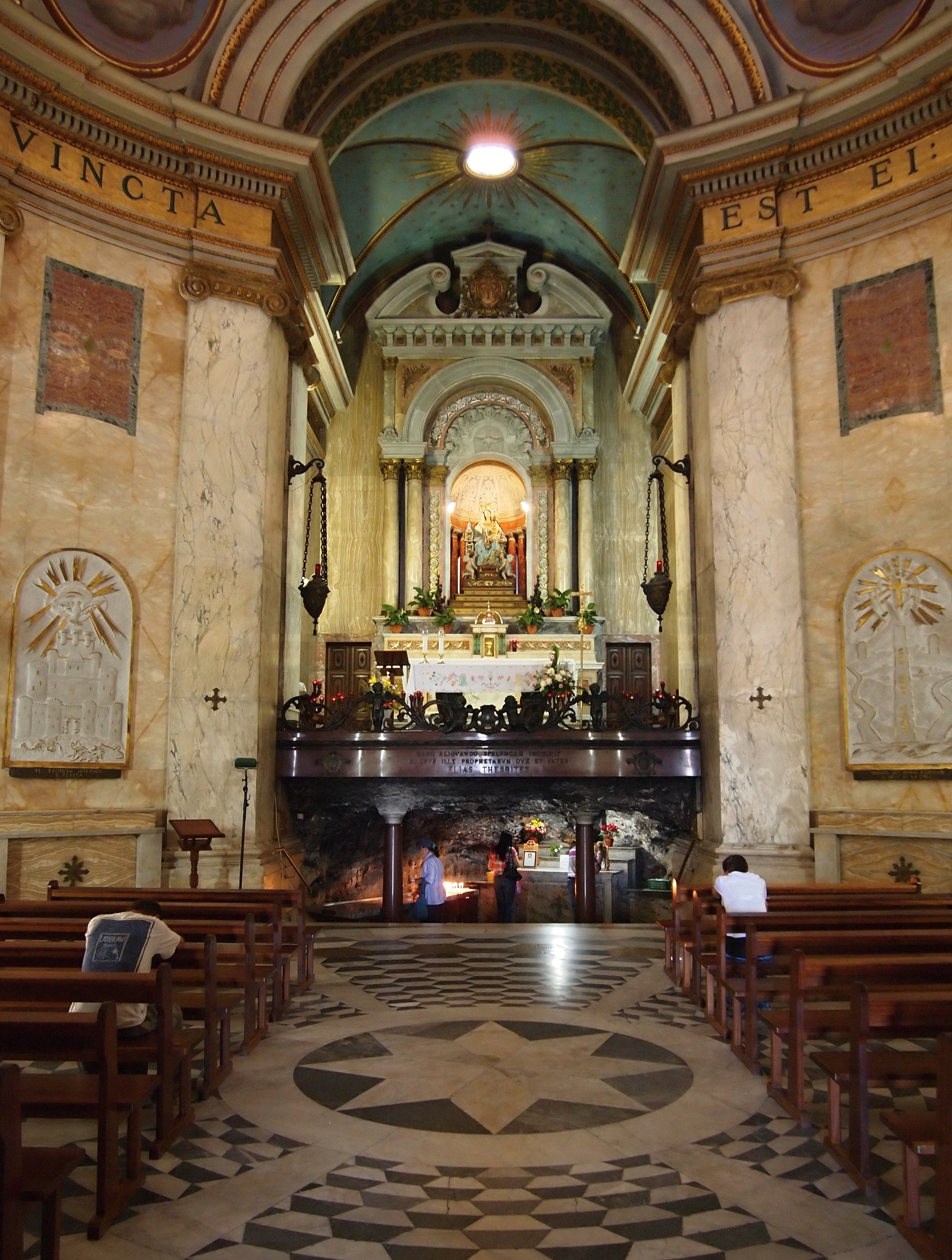
Intérieur de l'église Stella Maris

L'église principale du monastère, "Stella Maris" ou "Marie, étoile de la mer", est bâtie sur un plan en forme de croix.
Le plafond et le dôme de l'église sont décorés par des peintures réalisées par le frère Luigi Poggi de 1924 à 1928. Elles représentent des scènes de Ancien et du Nouveau Testament : Élie emporté dans les cieux, David tenant sa harpe, le prophète Isaïe, la sainte famille et les quatre évangélistes. Des inscriptions en latin de versets bibliques sont inscrites autour du dôme. Les murs de l'église sont en marbre italien. Celui-ci est tellement lumineux et bigarré que parfois les visiteurs pensent que les murs ont été peints.
Au cours de la construction de l'église, les frères carmes ont été agressés par leurs voisins et ont dû défendre leurs biens et les personnes présentes. C'est pourquoi, le rez-de-chaussée du monastère est constitué de murs épais ayant des ouvertures peu nombreuses et de petite taille, fermées par des barreaux.
Au-dessus de l'autel se dresse la statue de la Vierge Marie portant Jésus sur ses genoux, cette statue est en cèdre du Liban et en porcelaine. La statue est appelée « notre maîtresse du Carmel ». Des escaliers conduisent à une grotte située sous l'église.
Beaucoup de petites bougies brûlent sur cet autel (situé au-dessus de la grotte d’Élie), chacune représentant une communauté carmélitaine dans un autre pays (la bougie pour les États-Unis est sur la gauche).
Le mur ouest de l'église contient un grand orgue qui est utilisé dans les cérémonies religieuses et des concerts consacrés à la musique d’Église.
Cette église, ainsi que les grottes sont visitées par des pèlerins chrétiens, juifs et musulmans qui viennent prier et "rendre visite à Élie".

#### La grotte d’Élie
Cette grotte est située sous l'autel de l'église. La tradition indique qu’Élie y aurait vécu un certain temps,.
Dans la grotte, un autel en pierre a été construit avec au-dessus la statue d’Élie.
Cette grotte est appelée "la grotte des fils de prophètes", ou également "Grotte des disciples d’Élie".

#### La grotte St Simon Stock
Cette grotte située dans le secteur du monastère a été utilisée par le Père Prosper lors de la réinstallation des carmes au XVIIe siècle. Son nom est lié au fait que, selon la légende, Simon Stock aurait vécu dans cette grotte lors de son généralat de l'Ordre.

### Le monastère
Le monastère est un centre de spiritualité carmélitaine pour le monde entier. Il accueille des frères carmes. Les armoiries de l'Ordre sont gravées juste au-dessus de la porte d'entrée. Des sculptures dédiées à des personnalités du Carmel sont positionnées sur les quatre coins de la salle centrale
Le monastère intègre également un centre médical et une pharmacie à destination des populations locales, ainsi qu'une auberge pour l'accueil des pèlerins.
À droite de la pièce d'entrée est peinte une charmante scène de la nativité. Un musée présente des objets du monastère byzantin qui se trouvait autrefois sur ce site. Une petite boutique de souvenirs est également accessible au visiteur.

### Le phare "Stella Maris"
Le phare a été construit par les moines en 1864, en face de l'église, de l'autre côté de la route. Ce phare est aujourd'hui occupé par l'armée israélienne.

### Autres grottes

#### L'école des prophètes
Une autre grotte est présente en face du monastère, de l'autre côté de la route : la grotte d’Élie située au bout d'un sentier escarpé descendant vers la Méditerranée. C'est là que le prophète aurait prié avant sa victoire sur les prophètes de Baal, décrits dans 1 Rois 18,1-40. Cette grotte est appelée "L'école des Prophètes". C'est là qu'aurait été enseigné Élisée et les autres prophètes après lui.
La tradition locale raconte que la Sainte Famille revenant d'Égypte, se serait arrêtée pour passer la nuit avant de regagner Nazareth (ce qui supposerait, un léger détour ...).
Cette grotte est aussi appelée en arabe "el-Khader", c'est-à-dire "Le Verdoyant", et en hébreu "Mearat Eliyahu Hanavi" qui signifie "Grotte du prophète Élie". Certains chrétiens la dénomment "Grotte de Notre-Dame".
En 1628, des ascètes Mamelouks occupent la grotte et viennent y vénérer Élie. Le conflit d'accès entre les Carmes et les Mamelouks pose des problèmes et pousse les carmes à s'installer à distance. Une mosquée est installée dans la grotte. En 1919, un arrangement est trouvé entre les Carmes et Mufti qui les autorise à venir célébrer la messe de temps en temps dans la grotte de "l'École des prophètes".
Lors de la création de l'état d'Israël, la grotte est transformée en une synagogue. Un accord avec le ministère des services religieux est conclu pour permettre aux Carmes, tous les 14 juin, de venir fêter le prophète Élisée dans cette grotte.

#### La grotte de la madone
Cette petite grotte est située à la base de la montagne, près de la mer. Elle est achetée par le Père Prosper du Saint-Esprit le 29 novembre 1631 en même temps que tous les terrains et (autres grottes qui y sont incluses) jusqu'au sommet de la montagne où il installera le monastère "Stella Maris".

#### La grotte d’Élisée
Située à quelques pas du couvent, elle est décrite par Michaud comme étant de petite taille "au milieu de laquelle se trouve une espèce d'autel en pierre, où les prêtres latins disent la messe".

## Le monastère de carmélites
Un monastère de carmélites a également été fondé  dans la ville d'Haïfa en 1892 et transplanté en 1936 sur le sommet du mont Carmel, à 1,5 km au sud-est du monastère Stella Maris. Ce carmel est distinct du monastère Stella Maris.

## Galerie

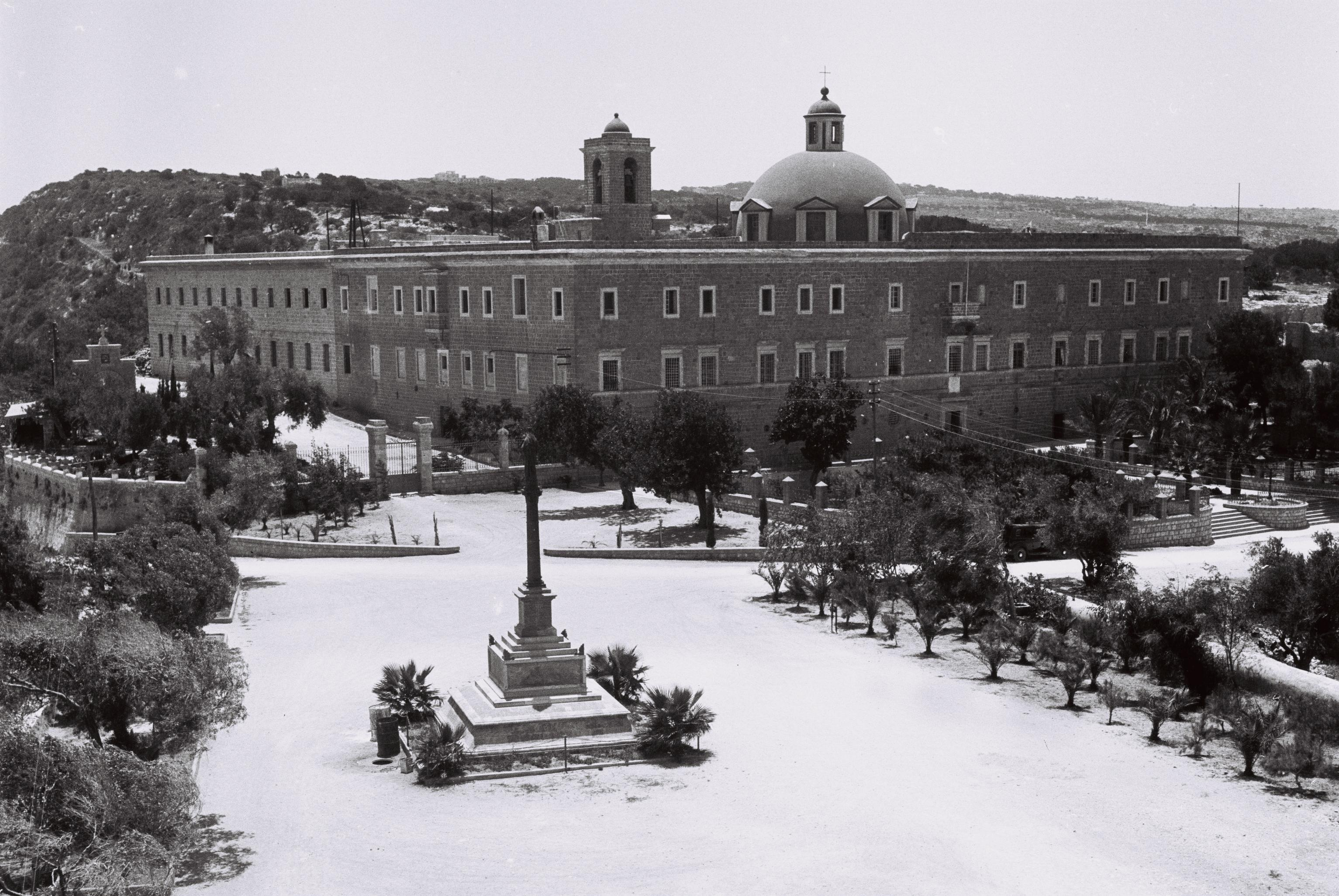
Le couvent de Stella Maris sous la neige en 1934
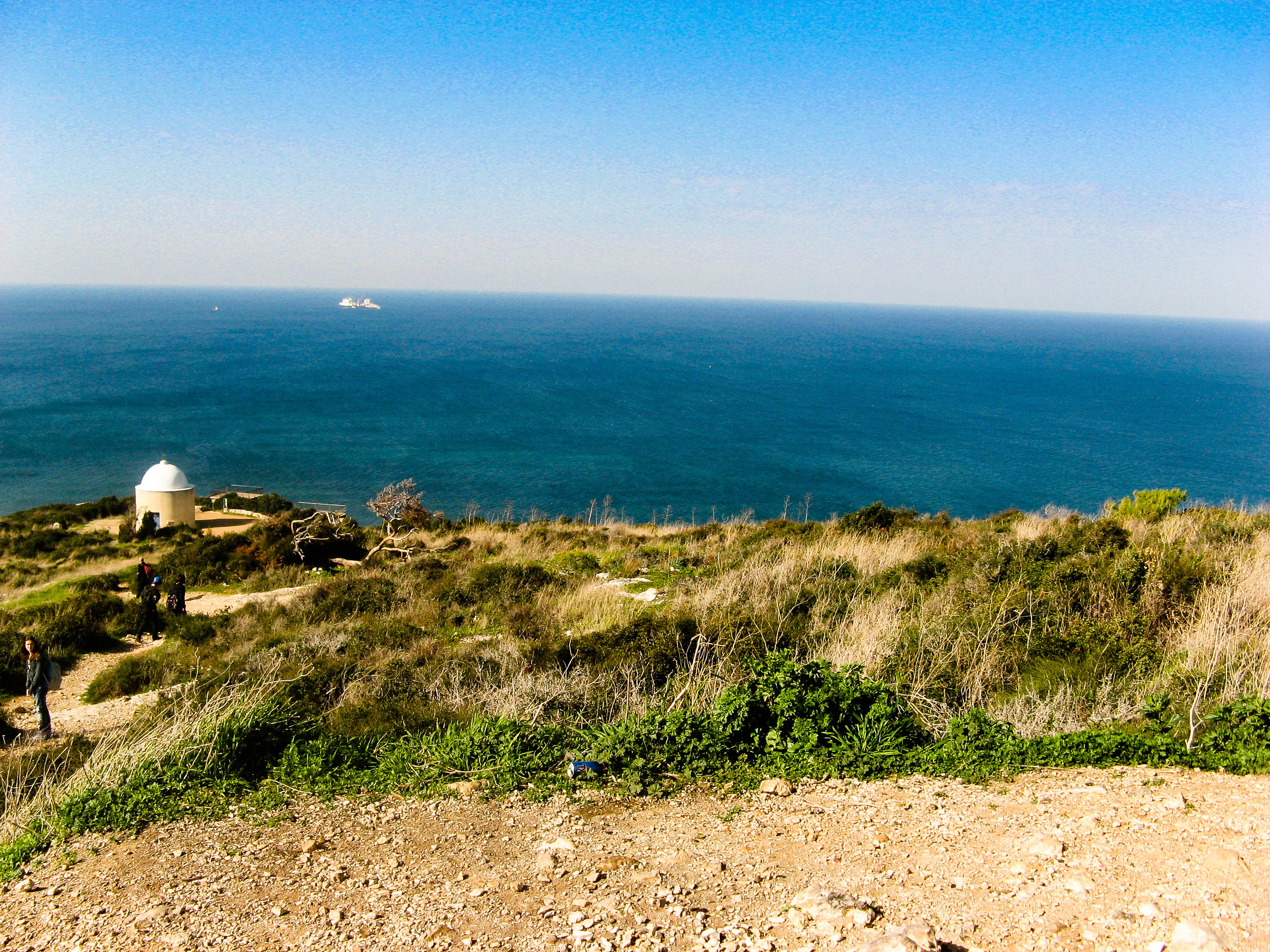
Vue en direction de la mer depuis le monastère
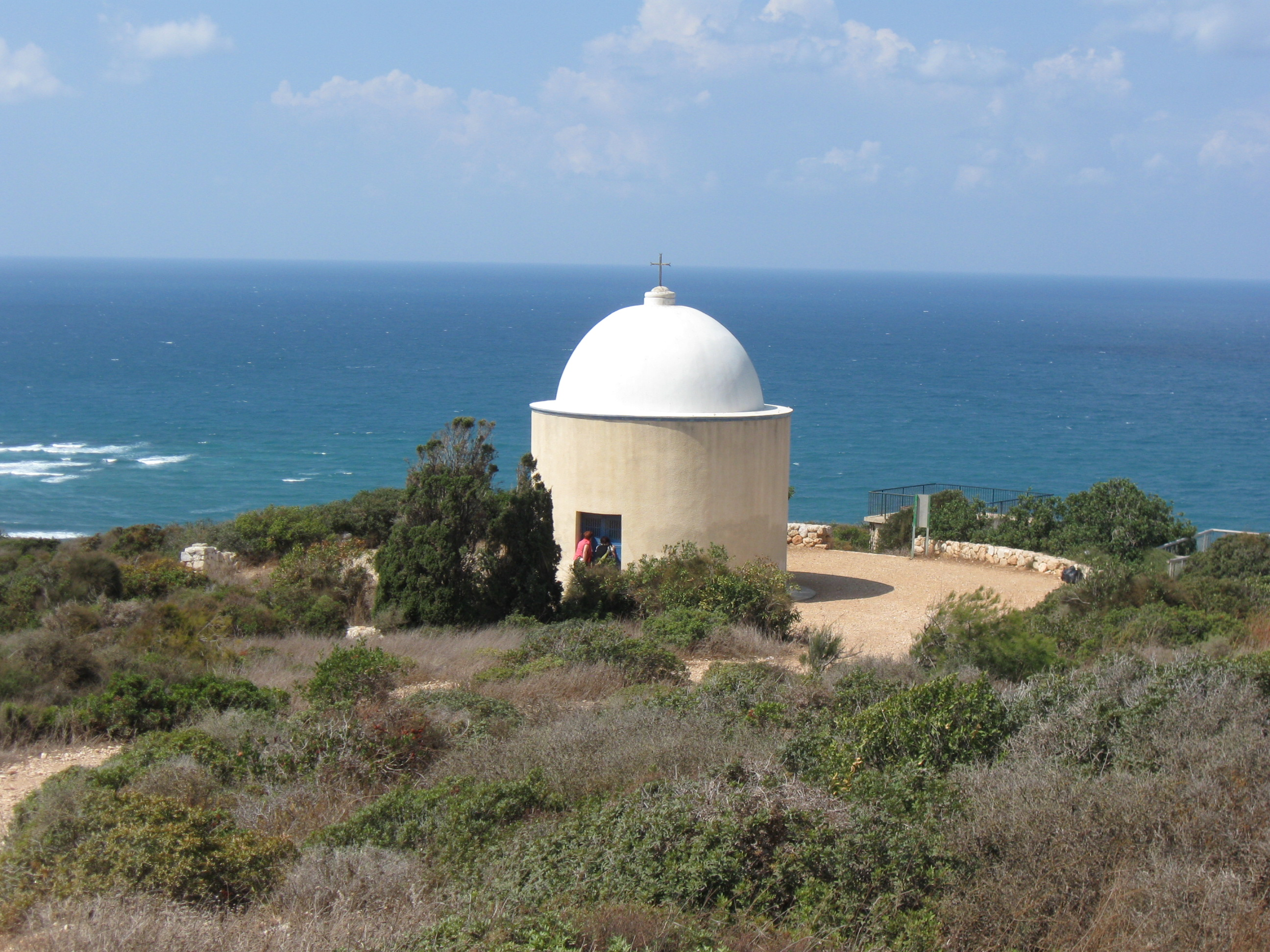
Chapelle du Sacré-Cœur à côté du couvent
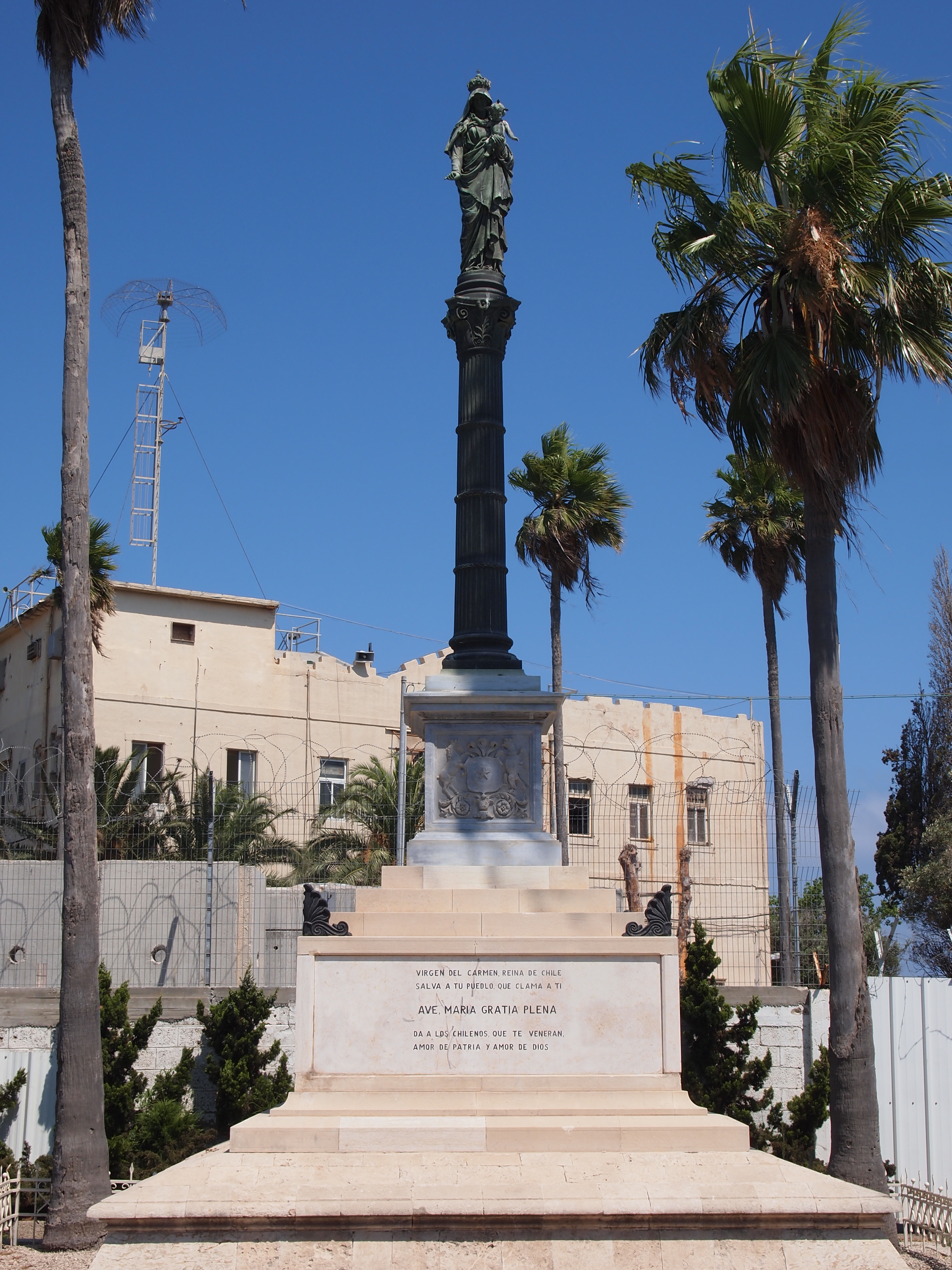
Statue de Marie Étoile de la Mer, en arrière-plan le phare
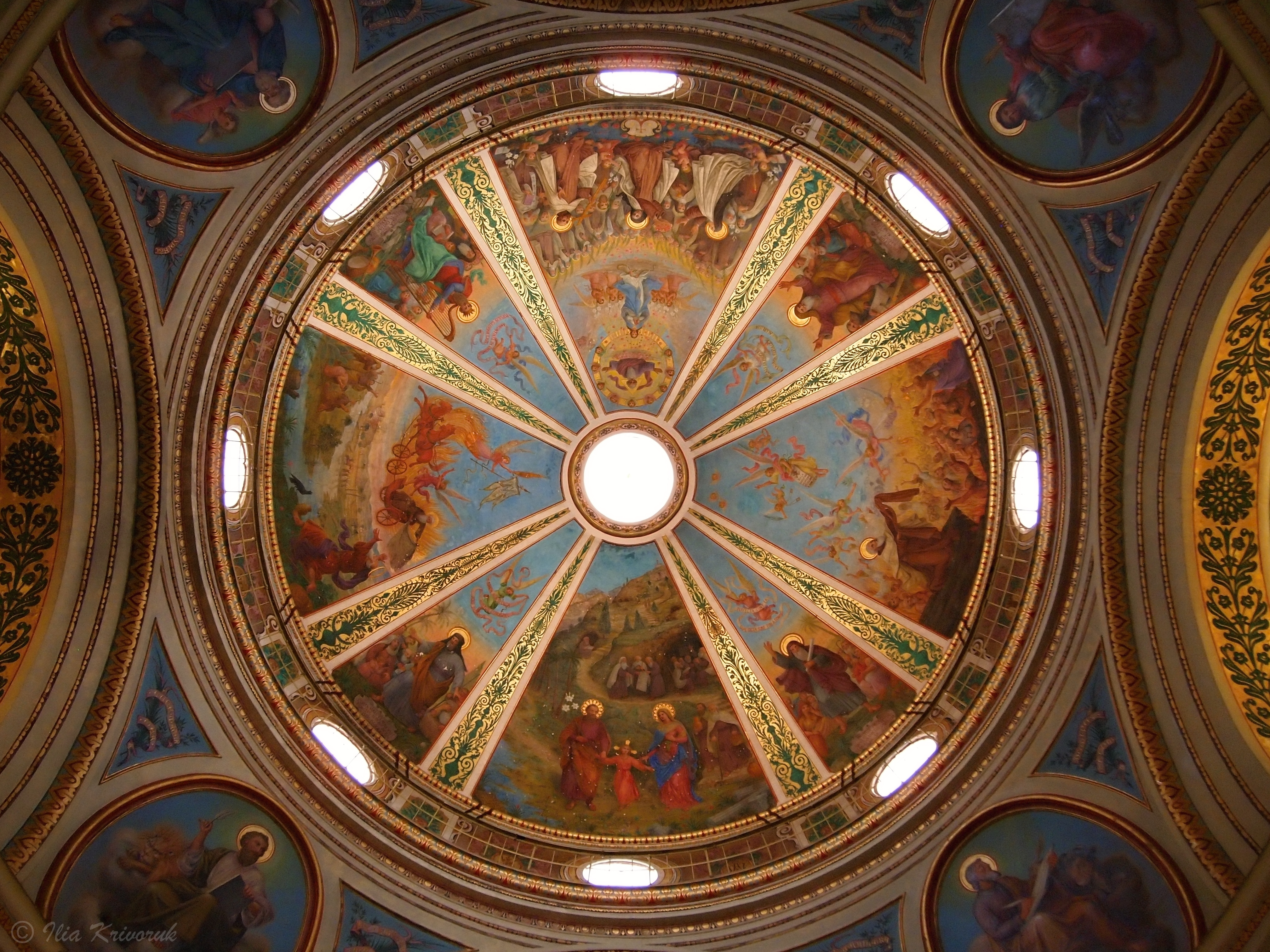
Dôme de l'église Marie Étoile de la Mer.
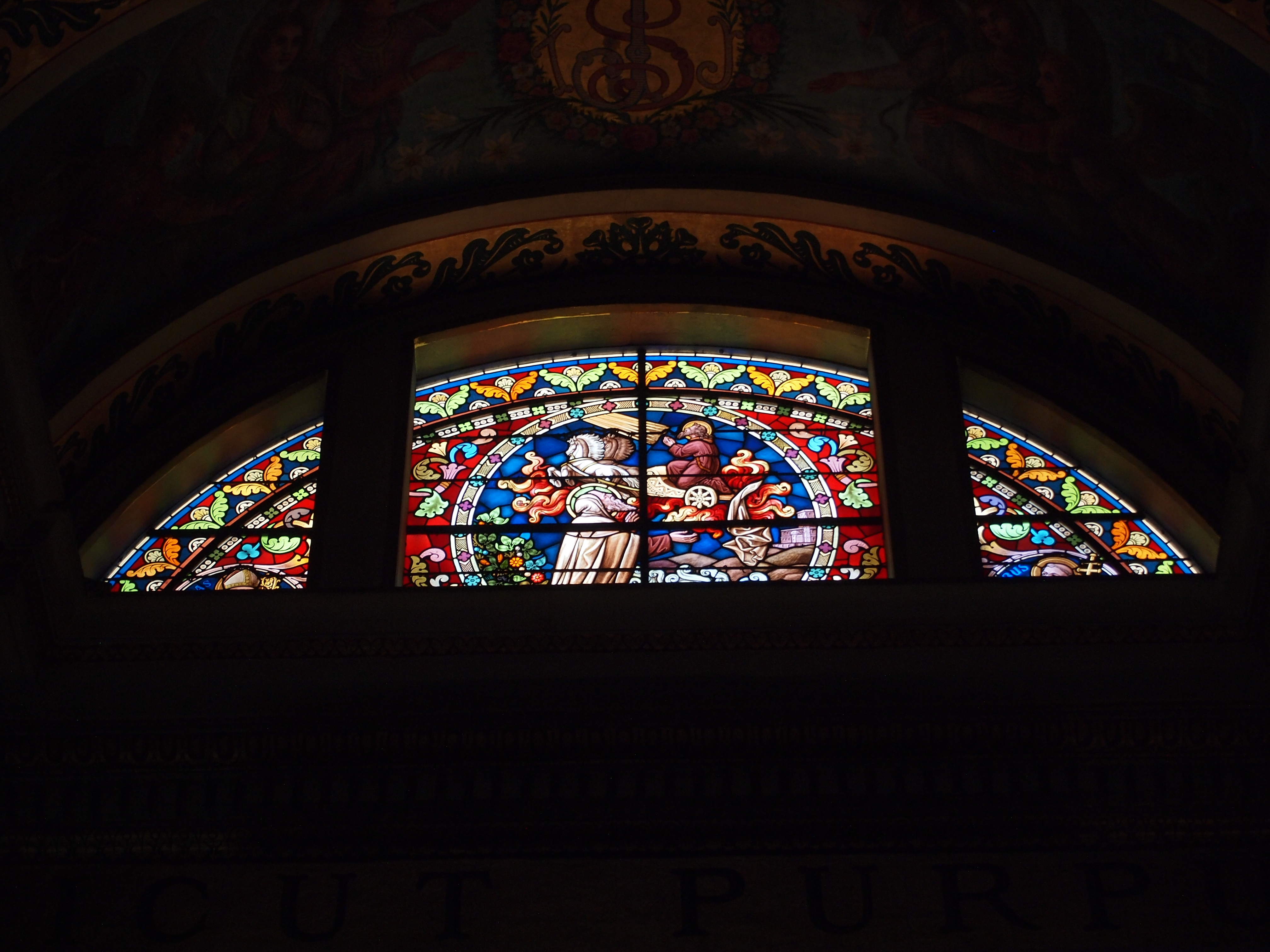
Intérieur de l'église, vitrail présentant Élie sur le chariot de feu
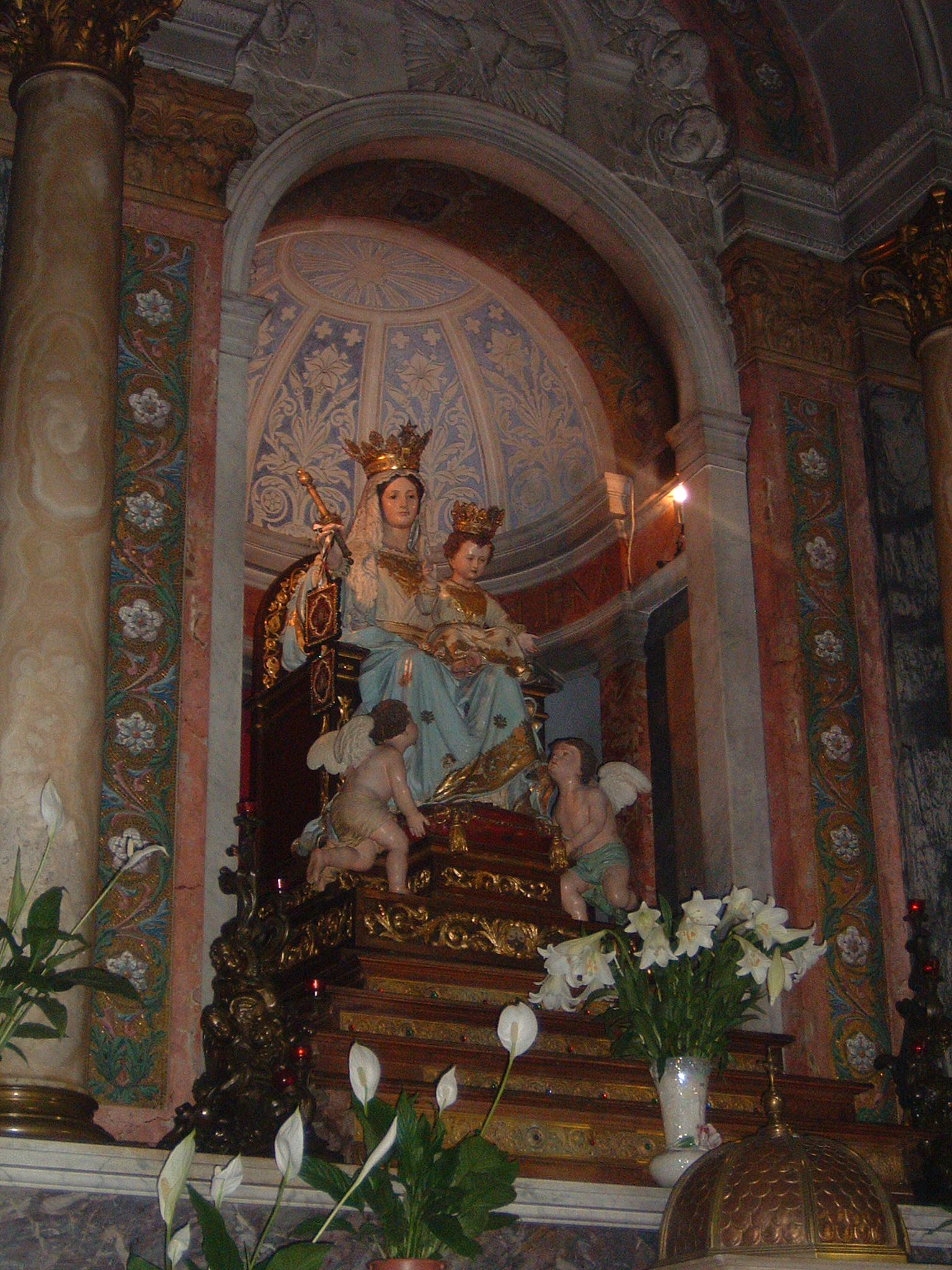
Intérieur de l'église, statue de Sainte Marie "Etoile de la Mer"
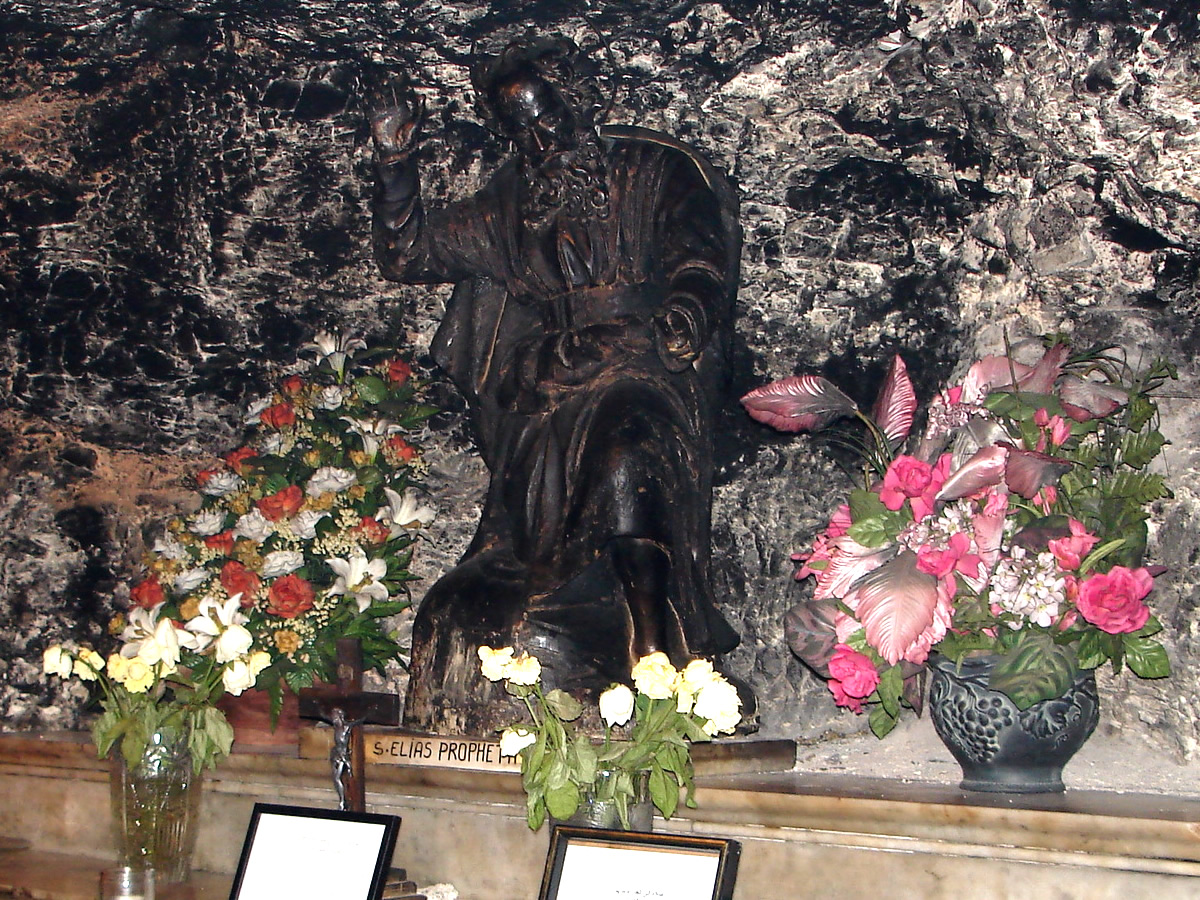
Intérieur de l'église, statue d’Élie dans la crypte
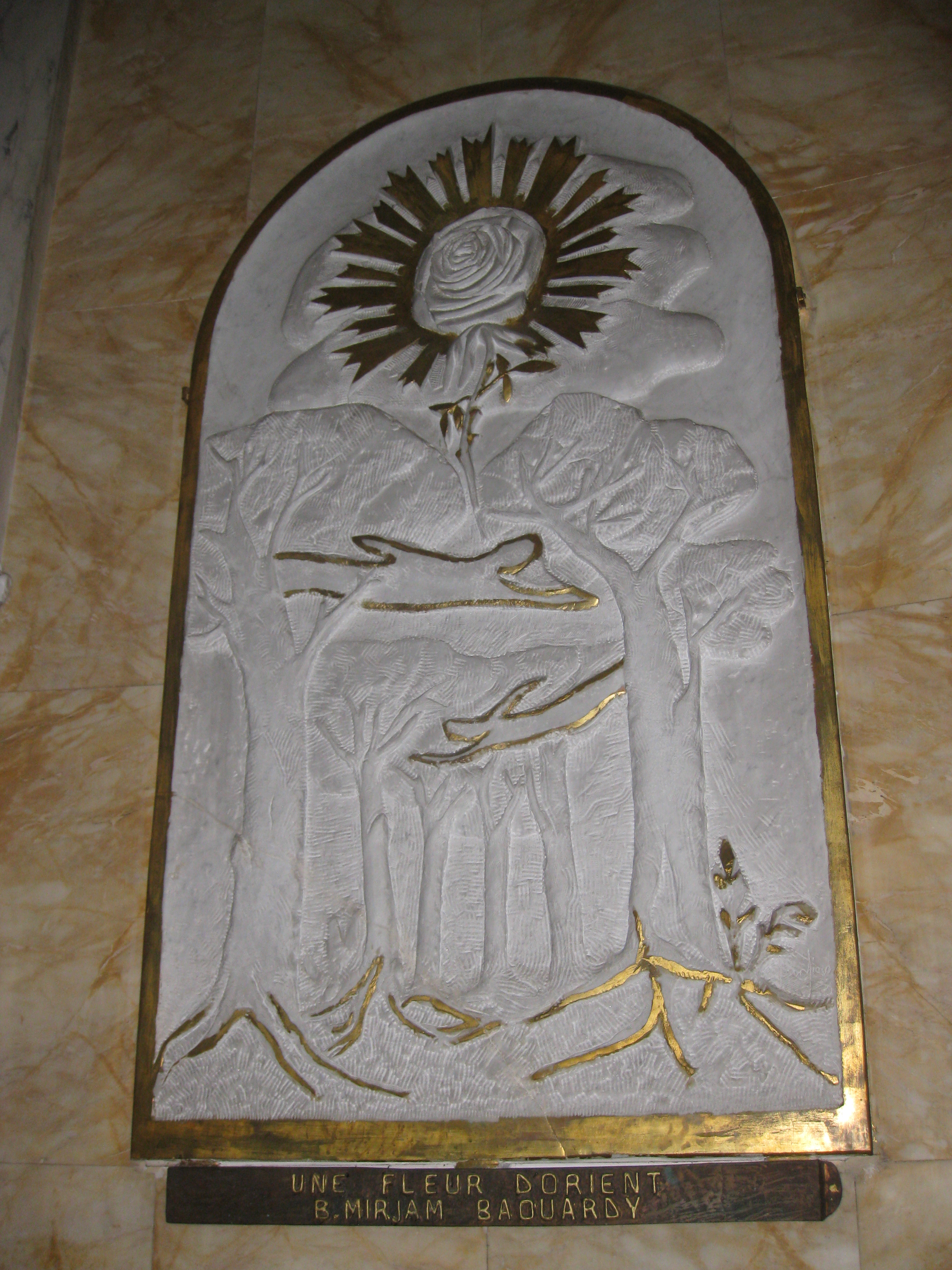
Intérieur de l'église, panneau Mariam Baouardy
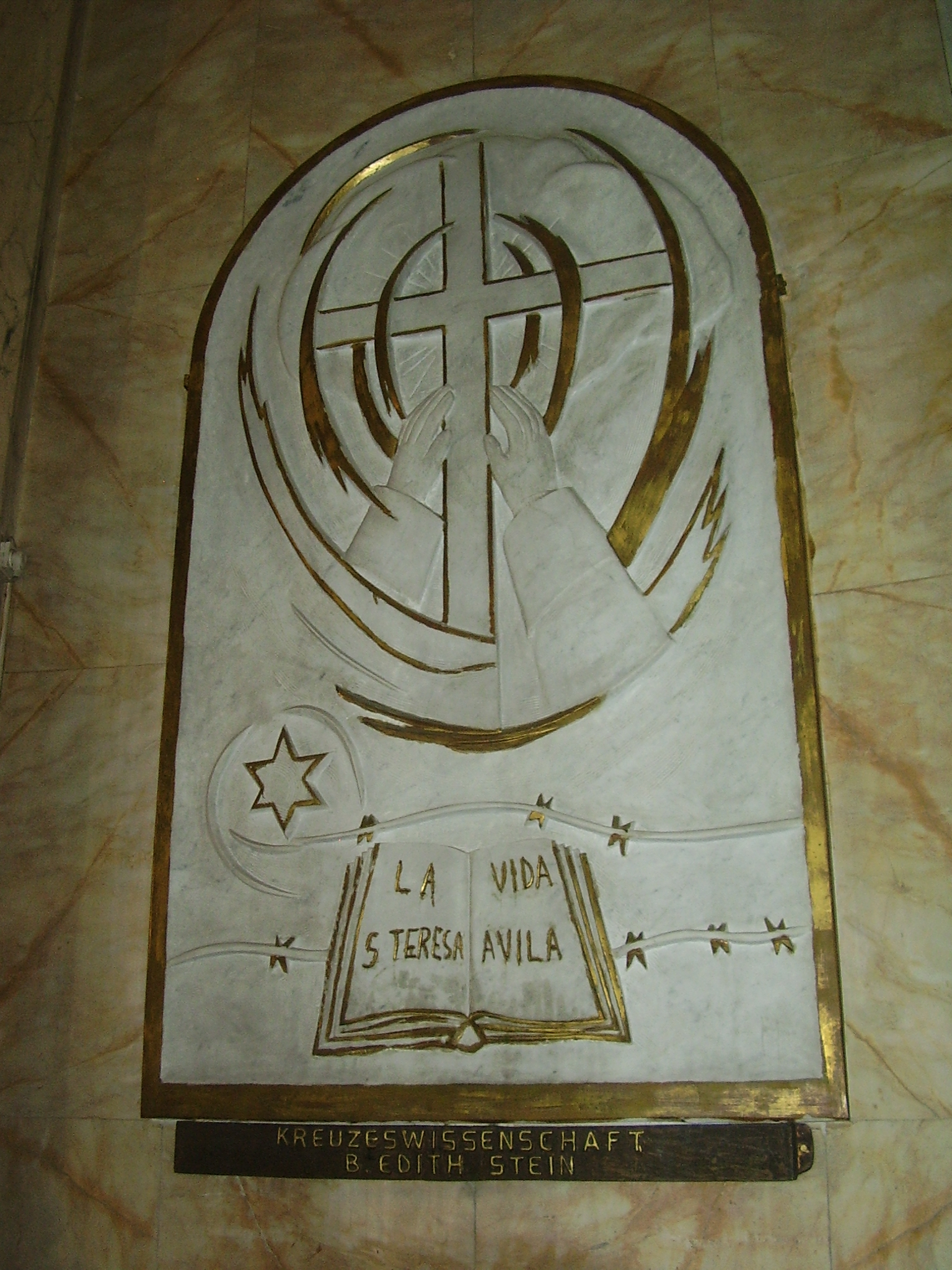
Intérieur de l'église, panneau Edith Stein: La Science de la Croix
Intérieur de l'église, panneau Jean de la Croix: La Montée du Carmel
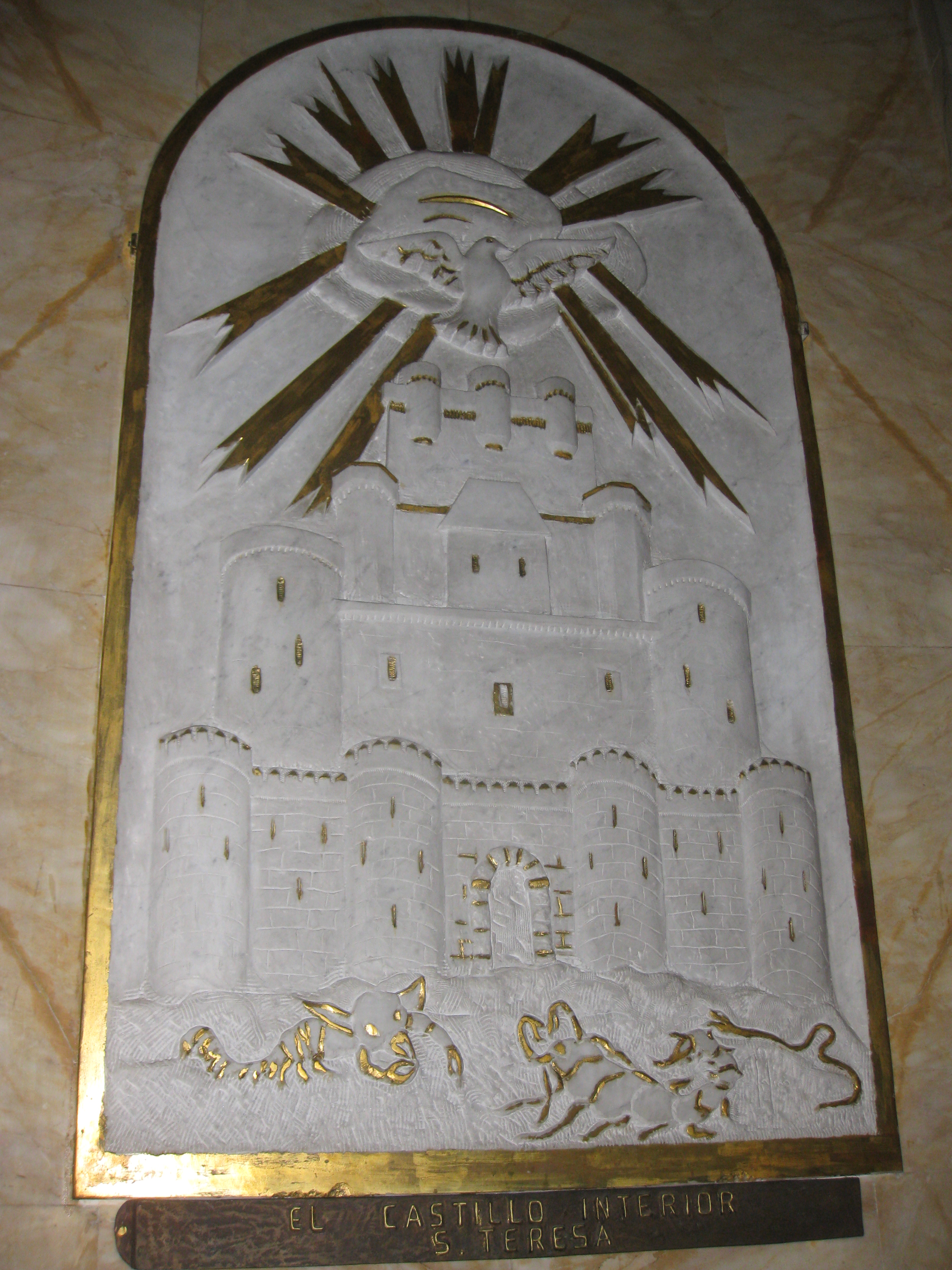
Intérieur de l'église, panneau Thérèse d'Avila: Le Château intérieur
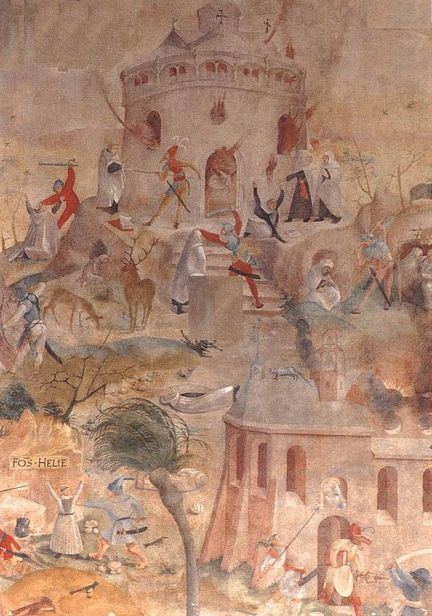
Le massacre des derniers Carmes, Jörg Ratgeb (1480? - †1526), Francfort-sur-le-Main
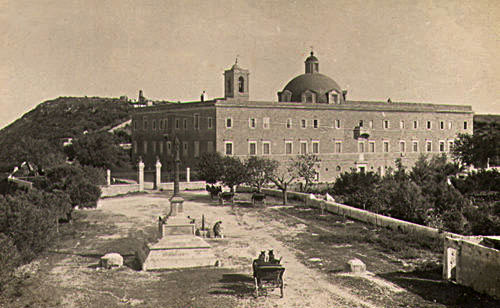
Le monastère à la fin du XIXe siècle

### Sources
- (en) Sabbatine Privilege sur Catholic Encyclopedia
- Mark Miravalle, 1993, Introduction to Mary, Queenship Publishing  (ISBN 978-1-882972-06-7) page 174
- Michael Carroll, 1996, Veiled Threats: The Logic of Popular Catholicism in Italy, Johns Hopkins Univ Press *  (ISBN 0-8018-5290-0) page 126